# 욘 드레위에르
욘 드라이어(John Dreyer, 1852년 2월 13일 ~ 1926년 9월 14일)는 영국 시민권을 취득한 덴마크 출신의 천문학자 겸 대학 교수이자 외교관 겸 정치가였다. 영어 이름은 존 루이스 에밀 드레이어(John Louis Emil Dreyer)이다.

## 생애
드레이어는 코펜하겐에서 태어났다. 그의 아버지인 예비역 덴마크 육군 중장 욘 크리스토페르 드레위에르(존 크리스토퍼 드레이어) 장군은 덴마크 전쟁 ・ 해군성 장관이었다. 그는 14살에 천문학에 관심을 갖게 되고 정기적으로 코펜하겐 천문대에 있는 한스 슈젤레럽을 만났다. 드레이어는 코펜하겐에서 교육을 받았으나 1874년 22살의 나이로 아일랜드의 파슨스토운이라는 도시로 가게 된다. 그곳에서 그는 로스 경(파슨스토운에 위치한 레비아탄 천문대를 지은 3대 로스 백작의 아들이자 후계자)의 조수로서 일했다. 1878년 그는 로버트 스타웰 벌을 돕고자 더블린 대학 트리니티 칼리지 천문대가 위치한 던싱크로 이사를 갔다. 1882년 그는 다시끔 이사를 갔는데 이번에는 그가 1916년 은퇴까지 관장으로 직임한 아마 천문대로 갔다.
1885년 그는 영국 시민이 되었다. 1916년 그와 그의 아내 케이트는 그가 티코 브라헤에 관한 15권 분량의 저서 “오페라 옴니아”를 편집하고자 옥스퍼드로 이사갔다. 마지막 권은 그의 죽음 이후 출간되었다. 1916년 그는 왕립 천문학 학회 금메달을 받았으며 1923년부터 1925년까지 학회장으로 취임했다. 드레이어는 옥스퍼드에서 1926년 9월 14일 사망했다.
달 뒷편에 있는 드레이어라는 이름의 크레이터는 바로 그의 이름을 딴 것이다.